# La tierra del fuego
La tierra del fuego (en azerí: Odlar Yurdu) es una frase del idioma azerí y un antiguo concepto cultural azerí que refleja las características geográficas de Azerbaiyán, pero también tiene un sentido metafísico en relación con las almas de los mortales, y más tarde se asoció con la soberanía política y como símbolo cultural.
Un significado más extendido semánticamente de Odlar Yurdu está estrechamente asociado con la civilización y el orden en la filosofía azerí clásica, y ha formado la base de la cosmovisión del pueblo azerí y las naciones influenciadas por ellos desde al menos la Edad del Bronce.

## Desarrollo político e histórico
Se cree que la etimología de la frase está relacionada con Atropates, que gobernó en la región de Atropatene —tierra de lo que hoy es Azerbaiyán iraní—. El nombre «Atropates» es una transliteración griega de un antiguo nombre iraní, probablemente medo, que constituye el nombre que significa «Protegido por el fuego (Santo)» o «La tierra del fuego (Santo)». El nombre griego es mencionado por Diodoro Sículo y Estrabón. A lo largo del milenio, el nombre evolucionó a Āturpātākān y luego a Ādharbādhagān, Ādharbāyagān, Āzarbāydjānal y actualmente Azerbaiyán. La palabra se puede traducir como «El tesoro del fuego» o «La tierra del fuego» en persa moderno.
Algunos estudiosos afirman que la frase es una referencia a la quema en el suelo de los depósitos de petróleo o los fuegos alimentados por petróleo de los templos del zoroastrismo.
El simbolismo del término ha sido ampliamente utilizado en campos como la heráldica, el emblema nacional de Azerbaiyán contiene la imagen de llamas en medio de una estrella de ocho puntas sobre un fondo con los colores de la bandera de Azerbaiyán.

## Uso publicitario
Después de que Azerbaiyán se independizó de la Unión Soviética, la frase se utilizó como lema de una campaña turística para promover el país como un destino turístico y un lugar para la industria. La frase apareció en muchas promociones turísticas, la más destacada en las camisetas del Atlético de Madrid en 2012. En 2014, la frase apareció en los equipos de Sheffield Wednesday y Lens después de que los clubes fueran adquiridos por el empresario azerí Hafiz Mammadov.
El lema «Light your fire!», utilizado para promover el Festival de la Canción de Eurovisión de 2012, que se celebró en Bakú, se basó en el concepto de la «Tierra del fuego».

## Versiones europeas
La expresión «Tierra del fuego» se convirtió en el origen de las expresiones literarias que denotan a Azerbaiyán en varios idiomas europeos, como en el idioma ruso Strana Ogney (Страна Огней, es decir, «País de los incendios»).